# 4862 Loke
4862 Loke è un asteroide della fascia principale. Scoperto nel 1987, presenta un'orbita caratterizzata da un semiasse maggiore pari a 2,9140528 UA e da un'eccentricità di 0,2376301, inclinata di 8,63781° rispetto all'eclittica.